# 841年
| 千纪： | 1千纪                                                                                           |
| 世纪： | 8世纪 \| 9世纪 \| 10世纪                                                                        |
| 年代： | 810年代 \| 820年代 \| 830年代 \| 840年代 \| 850年代 \| 860年代 \| 870年代                       |
| 年份： | 836年 \| 837年 \| 838年 \| 839年 \| 840年 \| 841年 \| 842年 \| 843年 \| 844年 \| 845年 \| 846年 |
| 纪年： | 辛酉年（鸡年）；唐会昌元年；南诏天启二年；日本承和八年；渤海国咸和十一年                        |

## 大事记
- 唐武宗召李德裕入朝為相，推行「政歸中書」之策。
- 盧龍兵馬使陳行恭殺節度使史元忠，牙將張絳又殺陳行恭。雄武軍使張仲武攻幽州，殺張絳，唐朝任張仲武為節度使。
- 回鶻嗢沒斯降唐，唐朝安置於太原。回鶻另支立烏介可汗，挾太和公主，抄掠天德塞下。
- 阿拉伯帝國封留巴格達的突厥將領為「蘇丹」。

## 出生
- 杜讓能，唐朝大臣
- 安然 (僧人)，日本僧人

## 逝世
- 李翱，唐朝大臣
- 李言揚，唐敬宗之子
- 史元忠，唐朝卢龙节度使
- 圭峰宗密，唐朝僧人
- 雲巖曇晟，唐朝僧人